# Бакман (Минесота)
Бакман (енгл. Buckman) град је у америчкој савезној држави Минесота.

## Демографија
По попису из 2010. године број становника је 270, што је 62 (29,8%) становника више него 2000. године.
| Група             | 2000.        | 2010.       |
| Белци             | 208 (100,0%) | 260 (96,3%) |
| Афроамериканци    | 0 (0,0%)     | 3 (1,1%)    |
| Азијати           | 0 (0,0%)     | 0 (0,0%)    |
| Хиспаноамериканци | 0 (0,0%)     | 7 (2,6%)    |
| Укупно            | 208          | 270         |